# 佐野綱正
佐野 綱正（さの つなまさ、天文23年（1554年） - 慶長5年7月29日（1600年8月27日））は、安土桃山時代の武将。通称、重右衛門。従五位下、肥後守。室は京都御所北面武士竹内氏の娘。父は佐野綱重、子に佐野吉綱、雀部重政室。

## 生涯
河内国誉田村の土豪で三好康長に属した佐野綱重の子。三好康長に仕えたのち豊臣秀次に仕え小田原征伐に従軍し、山中城攻めに首2級を挙げ豊臣秀吉より褒美を賜った。秀次の自刃の後は徳川家康に仕えた。秀吉没後、大坂城西の丸に家康が入ったのち、綱正は大坂城西の丸留守居役を務め近江国野洲郡および上総国において3000石を賜り、与力10騎同心50人を預けられ近江国内8万石の領地を預かった。
慶長5年（1600年）の会津征伐の際、大坂城西の丸の留守居として守りにつく。西軍挙兵後に、西の丸の明け渡しを条件に、家康側室の阿茶局、お勝の方、お万の方を連れ八幡にこれを移した。その後側室らを知人に預け、同心与力を率い7月17日に徳川方が守る伏見城に入城。伏見城の戦いでは大砲を自ら放つなどして二の丸を守備するが、7月29日に討死した。
落城の後、その首は晒し首となったが、旧領誉田村の農民四郎左衛門がそれを持ち出し、京の知恩院の塔頭如意庵に葬った。法名は常空。しかし「側室の守護を放棄し功を挙げようと伏見城に入った」として、その行動を家康は評価しなかった。また嫡男の佐野吉綱が幼少の為として、吉綱は近江国野洲800石のみを相続し、小姓となった。

## 関連作品
- 司馬遼太郎「嬖女守り」